# Половая свобода
Полова́я свобо́да — свобода сексуального самоопределения человека, его право самостоятельно и без принуждения выбирать половых партнёров и форму интимных отношений. В отличие от половой неприкосновенности понятие половой свободы применимо только к лицам, достигшим половой зрелости.
Половая свобода и половая неприкосновенность являются частью гарантированных Конституцией РФ прав и свобод личности: «Каждый имеет право на свободу и личную неприкосновенность», в том числе и на такие элементы свободы и неприкосновенности, которые затрагивают половую сферу человека. Отдельные посягательства на эту сферу запрещены УК РФ и обозначаются специалистами как половые преступления.

## Термин
На 2011 год ни действующее законодательство, ни судебная практика не предлагают разъяснений относительно того, что следует понимать под половой свободой и половой неприкосновенностью, и, следовательно, отказываются от легального толкования этих весьма важных социально-правовых категорий. Смысл толкования половой свободы личности неоднозначен. Например, он представляется как

свобода на самоопределение в сексе <…> свобода в пределах сложившегося в обществе уклада половых отношений вступать в половое общение с другими лицами, иным образом удовлетворять своё половое влечение и не допускать какого-либо принуждения или понуждения в этой сфере либо иного игнорирования волеизъявления лица в этом вопросе.
— 
По мнению А. Кибальника и И. Соломоненко, «…критерии и границы допустимости собственной половой свободы, несомненно, должны определяться потерпевшим лицом — оно и только оно должно определять, страдает ли в результате совершенного с ним деяния его половая свобода». Л. Л. Кругликов считает, что «половая свобода касается права человека, достигшего определённого возраста (зрелости) самому решать, с кем и в какой форме удовлетворять свои сексуальные потребности». Обобщая изложенные мнения, следует полагать, что половую свободу следует понимать как свободу выбора вида сексуальных отношений, их способа и формы, а также партнера для их осуществления при добровольном на то его согласии.
В декабре 2023 года вышли дополнения к УК РФ Глава 18. ПРЕСТУПЛЕНИЯ ПРОТИВ ПОЛОВОЙ НЕПРИКОСНОВЕННОСТИ И ПОЛОВОЙ СВОБОДЫ ЛИЧНОСТИ, 